# Xavier Daxhelet
Xavier Daxhelet (1964), né à Mouscron en Belgique, est un des membres fondateurs du Parti vert du Québec.
Il a été conseiller au conseil exécutif du parti. Il milite en environnement dans le comité de vigilance environnementale de l'est de Montréal.
Docteur en physique, il est actuellement professeur associé à l'École polytechnique de Montréal ainsi que chargé de cours à l'École de technologie supérieure.